# 和県
和県（わけん、ホーシェン）は、中華人民共和国安徽省馬鞍山市に位置する県。秦漢時代から歴陽県があった。
県内の烏江鎮は、垓下の戦いで漢に敗れた楚の項羽が最期を迎えた場所（「烏江の渡し」）であり、覇王祠が建っている。

## 行政区画
- 鎮:歴陽鎮、白橋鎮、姥橋鎮、功橋鎮、西埠鎮、香泉鎮、烏江鎮、善厚鎮、石楊鎮